# Zlatý retrívr
Zlatý retrívr (v angličtině golden retriever) je plemeno psů vyšlechtěné ve Velké Británii a řazené mezi retrívry. Zlatý retrívr je obecně klidný, přátelský a vyhledávající společnost lidí a jiných psů pro své rozpustilé hry, které ho baví v každém věku. Má dobré plavecké schopnosti a hustou nepromokavou srst, což je plně využito při lovu kachen či jiného vodního ptactva. Jedná se o psa, který se vyznačuje velkou ochotou pomáhat lidem, a proto se také využívá jako canisterapeutický, vodící nebo asistenční pes. V průměru se dožívá 10 až 12 let.
V závislosti na četnosti krytí, rodí zpravidla 6 až 10 štěňat.
Zlatý retrívr je klidný, ochotný a velmi přátelský jak k dospělým, tak k malým dětem.

## Historie
Se šlechtěním tohoto plemene začal lord Tweedmouth, který toužil po psovi loveckém s dobrými vlastnostmi a psovi vzhledově pěkném. K vyšlechtění použil žlutého retrívra, který se narodil ve vrhu černých retrívrů, a dnes již neexistujícího tweedového vodního španěla, později také irského setra a bloodhounda. Roku 1868 se narodila první štěňata, a tak začala jeho snaha za pomoci liniové plemenitby, kterou využil jako jeden z prvních šlechtitelů. V chovu a šlechtění zlatých retrívrů také pokračovali vikomt Harcout, který byl prvním vystavovatelem tohoto plemene, a paní Charlesworthová.
Plemeno žlutých retrívrů bylo uznáno roku 1903 v Kennel klubu. Roku 1913 byl založen klub zlatých nebo žlutých retrívrů. Jméno zlatý retrívr bylo oficiálně přijato až roku 1920, předtím se mohl používat přívlastek žlutý nebo ruský.

### Pověsti
Jedna pověst tvrdí, že předky zlatého retrívra je pár žlutých psů působících v ruském cirkuse, které údajně lord Tweedmouth koupil a zkřížil s bloodhoundem, aby byli o trochu menší. Avšak existují záznamy, že lord Tweedmouth koupil žlutého retrívra na tržišti v Brightonu.
Další pověst je spojena s ochotou zlatého retrívra pomáhat. Starší paní, která dříve vlastnila zlatého retrívra jménem Kelly, byla nepohyblivá a nevidomá, a tak žila v pečovatelském domě. Jednou v tomto pečovatelském domě vypukl požár. Dolní dvě patra celá vyhořela a horní patro, kde bydlela tato žena bylo odříznuto hustým kouřem. Když přijeli hasiči budova již byla zničená a nikdo nepřežil kromě této staré ženy, která seděla v kapradinách a tvrdila, že ji její pes Kelly probudil a odvedl do bezpečí.

## Vzhled
Jedná se o středně velkého loveckého psa, jehož tělo je vyvážené a souměrné. Má dostatečně hluboký hrudník pro srdce a plíce, rovné přední končetiny, svalnaté zadní končetiny a silný ocas. Tlapky jsou okrouhlé „kočičí“. Krok má volný a dlouhý, bez náznaku kolísání. Jeho výraz tvoří široká lebka a kulaté hnědo černé oči s nepříliš dlouhým čenichem. Čenich je černý, ale ke stáří nebo při dlouhé zimě mění barvu na růžovou (Nebo ho mají růžový od narození). Uši má svěšené a posazené ve výšce očí. Srst je hladká nebo zvlněná s nepromokavou podsadou. Zbarvení srsti se pohybuje od krémové až po zlatavě rudou. Na evropských výstavách se upřednostňují světle zlatě a krémově zbarvení psi, nesmějí mít červené ani mahagonové zbarvení. V USA se upřednostňují syté a leskle zlaté až zlatě rudé zbarvení srsti.

## Temperament
Nelze jednoznačně určit, jaké povahové vlastnosti bude mít váš pes. Tím, že je to zlatý retrívr, má jisté předpoklady, ale hodně záleží na tom, jak prožil socializační fázi svého života, kterou částečně prožívá u chovatele a částečně u nového majitele, ale tímto se zabývá etologie psů. Předpoklady u zlatého retrívra jsou učenlivost, hravost, ochota pomáhat, přátelskost a laskavost. Velmi těžko však snáší samotu.

## Využití

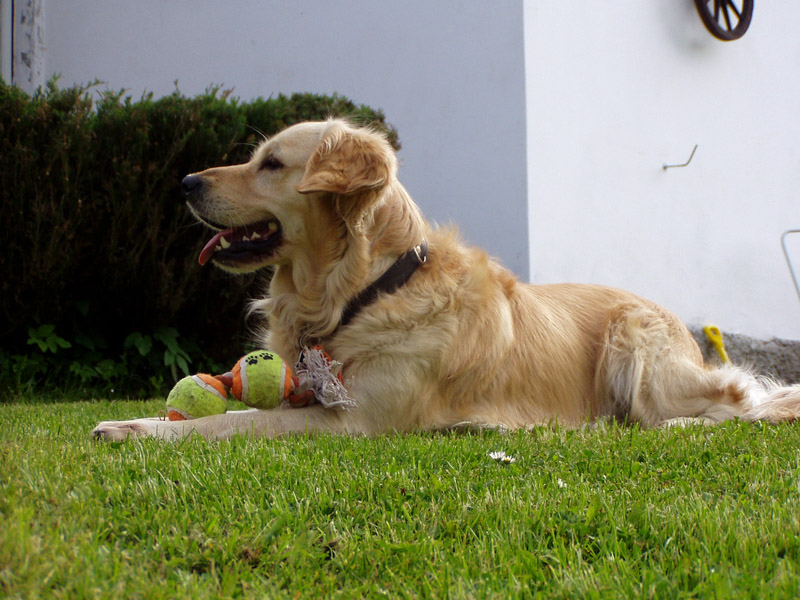
Zlatý retrívr při hře

Svou aktivitou jsou předurčeni pro spoustu činností. Stále jsou bráni na lov jako přinašeči, protože jsou ochotni najít mrtvou nebo raněnou zvěř a nesníst ji. Ale zároveň jsou vhodnými domácími mazlíčky (jelikož jsou velice ohleduplní k dětem, starším nebo nemohoucím lidem). Mají vyrovnanou povahu, a tak se používají jako terapeutičtí či asistenční psi. Při těchto činnostech bývají nejšťastnější, protože jejich charakteristickými vlastnosti jsou kladný vztah k lidem a ochota pomáhat jim. Zlatí retrívři se také používají jako hledači drog.
Účastní se různých soutěží jako agility, flyball, dog trekking, coursingu, výstav a hojně se také rozmohlo skládání vyšších loveckých zkoušek. Tam se řadí mnoho druhů zkoušek rozdělených podle zaměření (např. zkoušky speciálních vodních prací, podzimní zkoušky, lesní zkoušky, barvářské zkoušky, všestranné a další).

## Zdraví

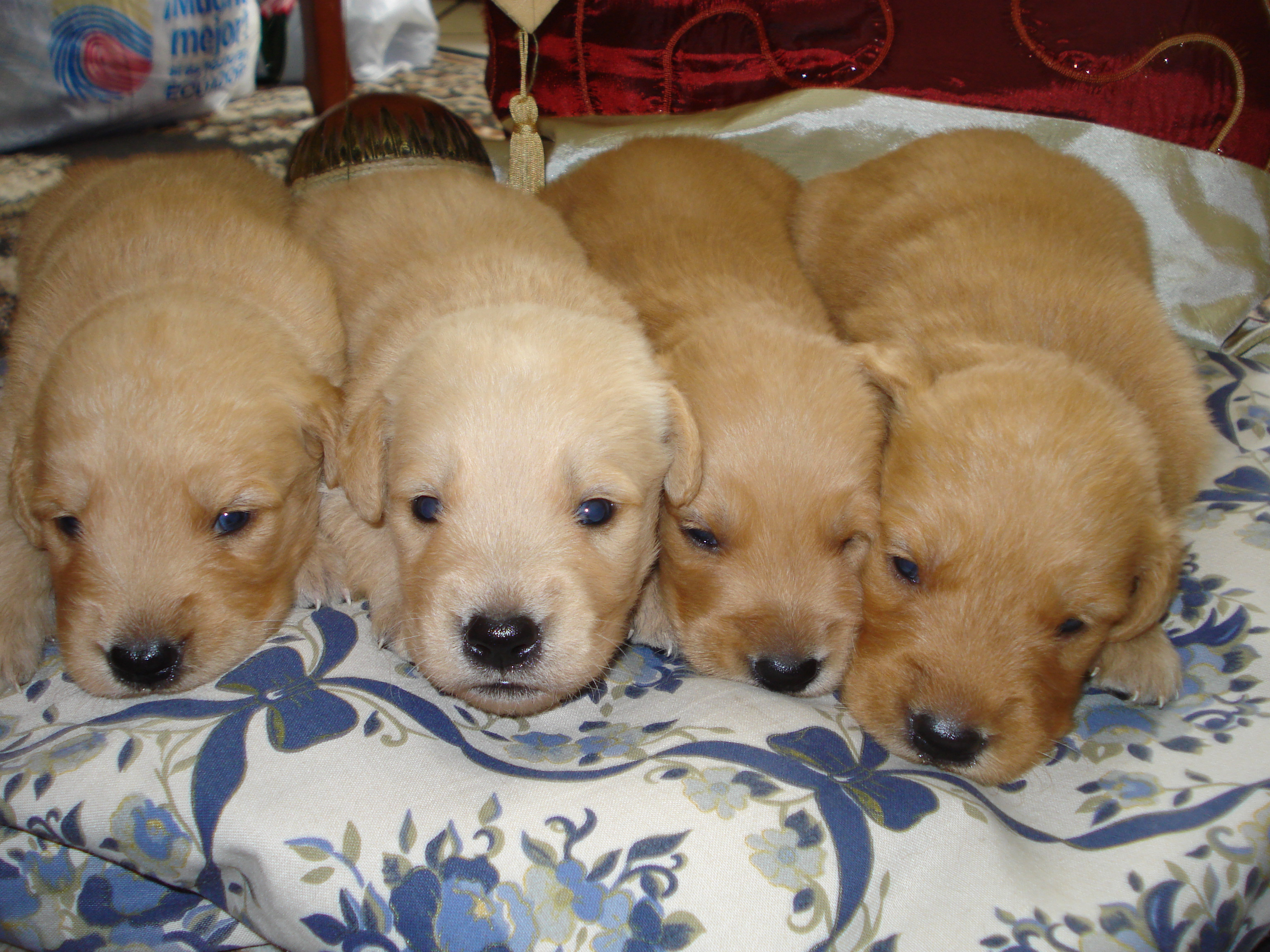
Štěňata zlatého retrívra

Pro svou velikost mají dispozice k dysplazii kyčelních kloubů, nadváze, zánětům střev a očí. Ve stáří často přicházejí o sluch. Při chovu psů s průkazem původu se dysplazie kyčelních kloubů řeší následovně:[kde?] rodiče štěňat musí mít DKK do 2/2 a není možná kombinace dvou rodičů s tímto výsledkem.[zdroj⁠?!]